# Passage du Pont-aux-Biches
Le passage du Pont-aux-Biches est une voie piétonne située dans le 3e arrondissement de Paris, en France.

## Situation et accès
Le passage du Pont-aux-Biches relie la rue Notre-Dame-de-Nazareth à la rue Meslay. L'accès via la rue Notre-Dame-de-Nazareth correspond à une voie classique, mais celui de la rue Meslay est situé sous un immeuble. Le passage est formé d'un escalier pour rejoindre la rue Meslay, ancienne rue du Rempart, en bordure de l'ancienne enceinte qui surplombait l'intérieur de la ville. De plus cette partie de la rue Meslay était située sur la butte Saint-Martin partiellement arasée.
Ce site est desservi par les stations de métro Temple, République et Strasbourg - Saint-Denis.

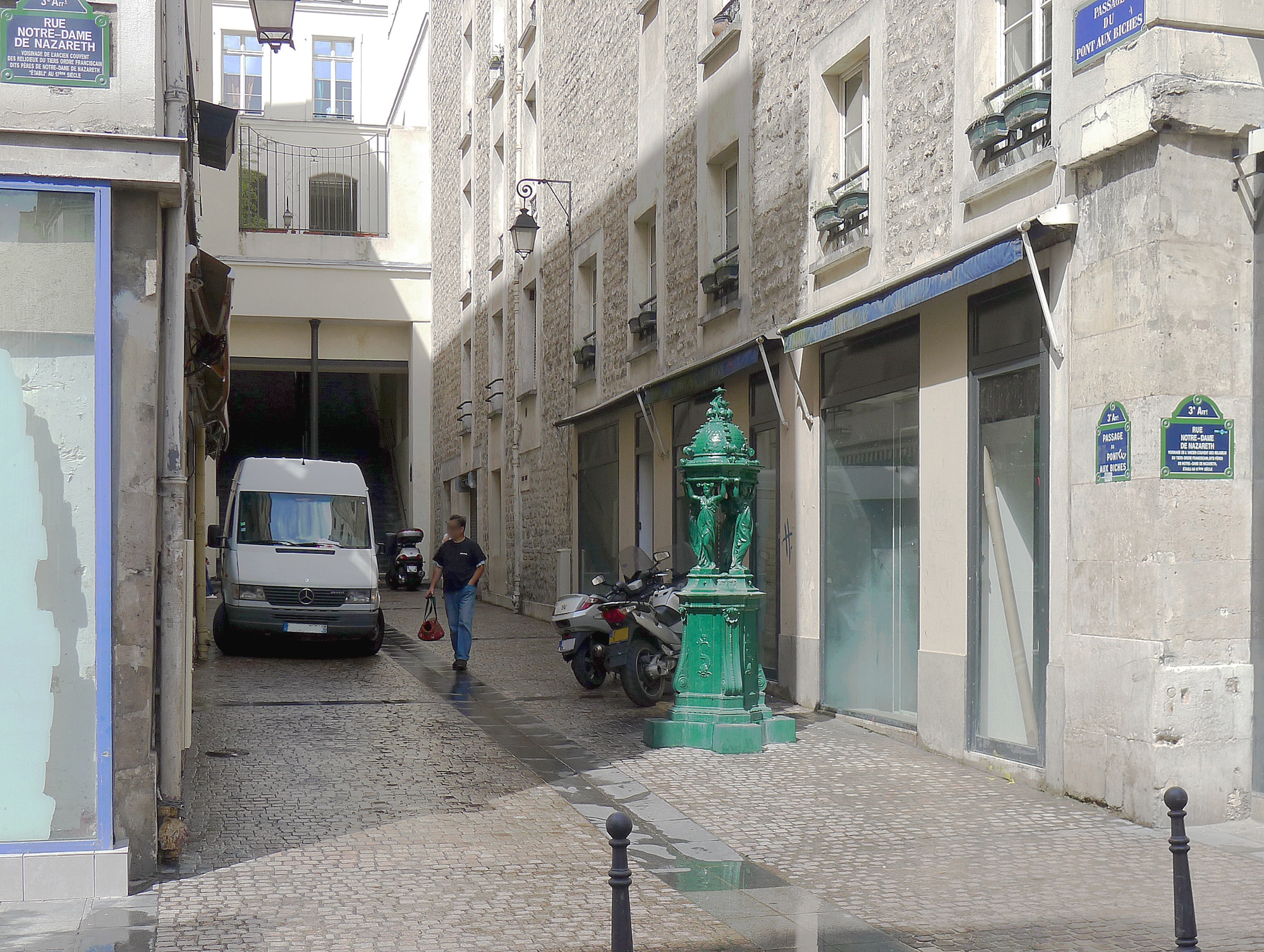
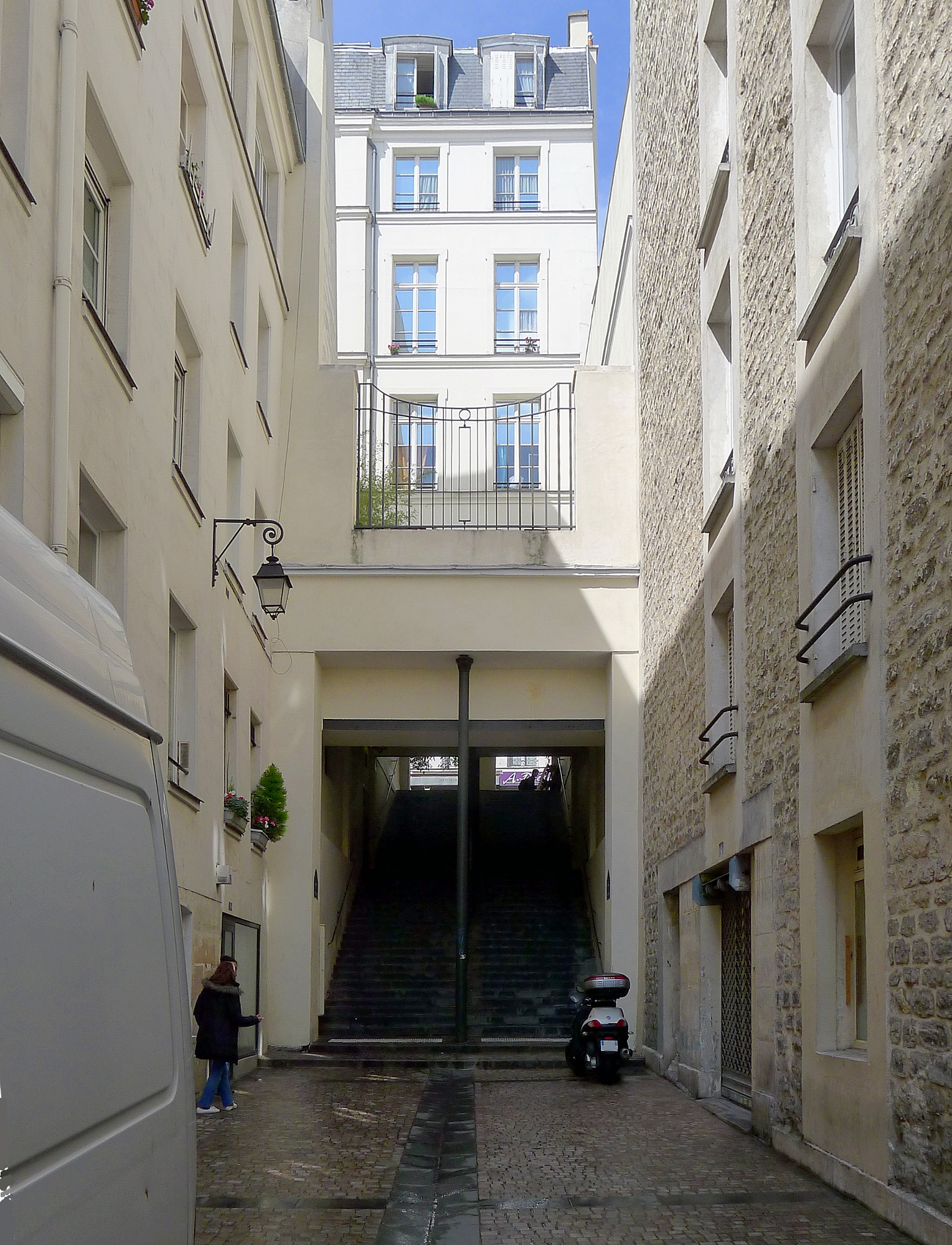
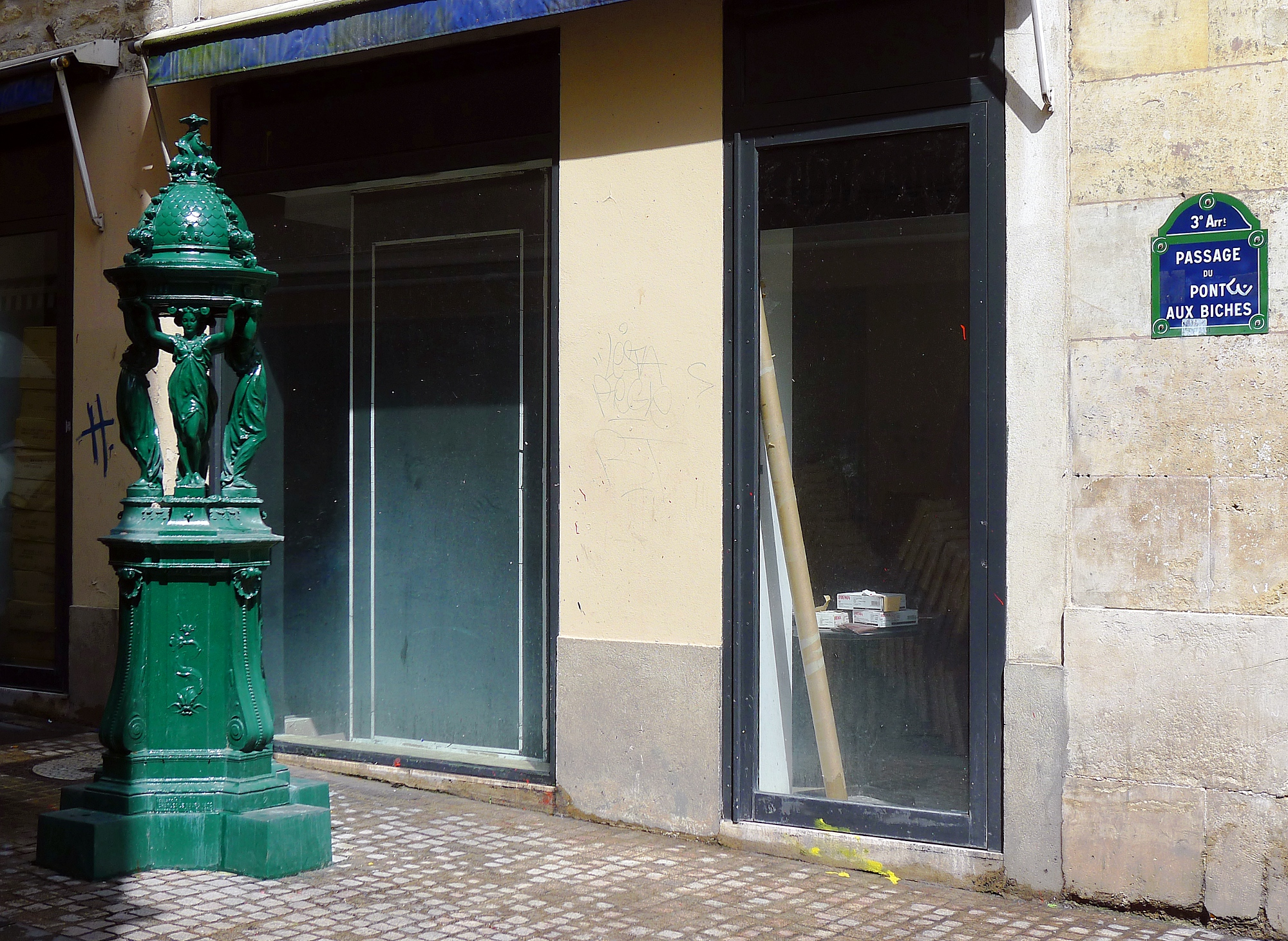

## Origine du nom
La rue tient son nom d'un pont franchissant un égout et d'une enseigne qui représentait des biches. 

## Historique
À l'origine, il n'y avait à cet emplacement qu'une impasse partant la rue Notre-Dame-de-Nazareth dans le prolongement de la partie de l'actuelle rue Volta — nommée avant 1851 rue du Pont-aux-Biches entre la rue du Vertbois et la rue Notre-Dame-de-Nazareth. L'impasse était autrefois nommée cul-de-sac de la Chiffonnerie.
Le pont aux Biches était une passerelle qui permettait de franchir l'égout qui longeait la rue Notre-Dame-de-Nazareth. 
Au nord, la dénivellation entre la rue Notre-Dame-de-Nazareth et la rue Meslay correspond à une ancienne butte de gravois sur laquelle était implantée des moulins. Sur cette butte, fut aménagé avant 1609 le bastion Saint-Martin dans le cadre des travaux d'amélioration de l'enceinte de Charles V.
En 1634, l'égout qui coulait à ciel ouvert fut recouvert et détourné vers le nord à l'emplacement du passage passant par une galerie souterraine sous le chemin de ronde du bastion, puis sous le boulevard Saint-Martin après la suppression du rempart en 1670. Cette galerie était prolongée par une rigole à l'air libre se jetant dans le grand égout à l'emplacement de l'angle des actuelles rues de Lancry et du Château d'eau.

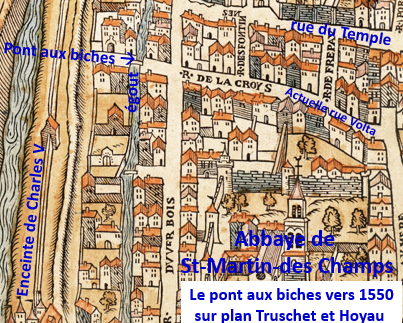
Le pont aux biches en 1550 sur le plan de Truschet et Hoyau
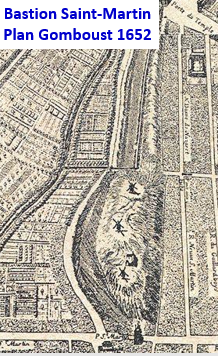
Le bastion Saint-Martin vers 1650 sur le plan de Gomboust

Le 20 octobre 1881, l'impasse est classée comme voie publique. Son prolongement jusqu'à la rue Meslay, par la construction d'un escalier, est également déclaré d'utilité publique.

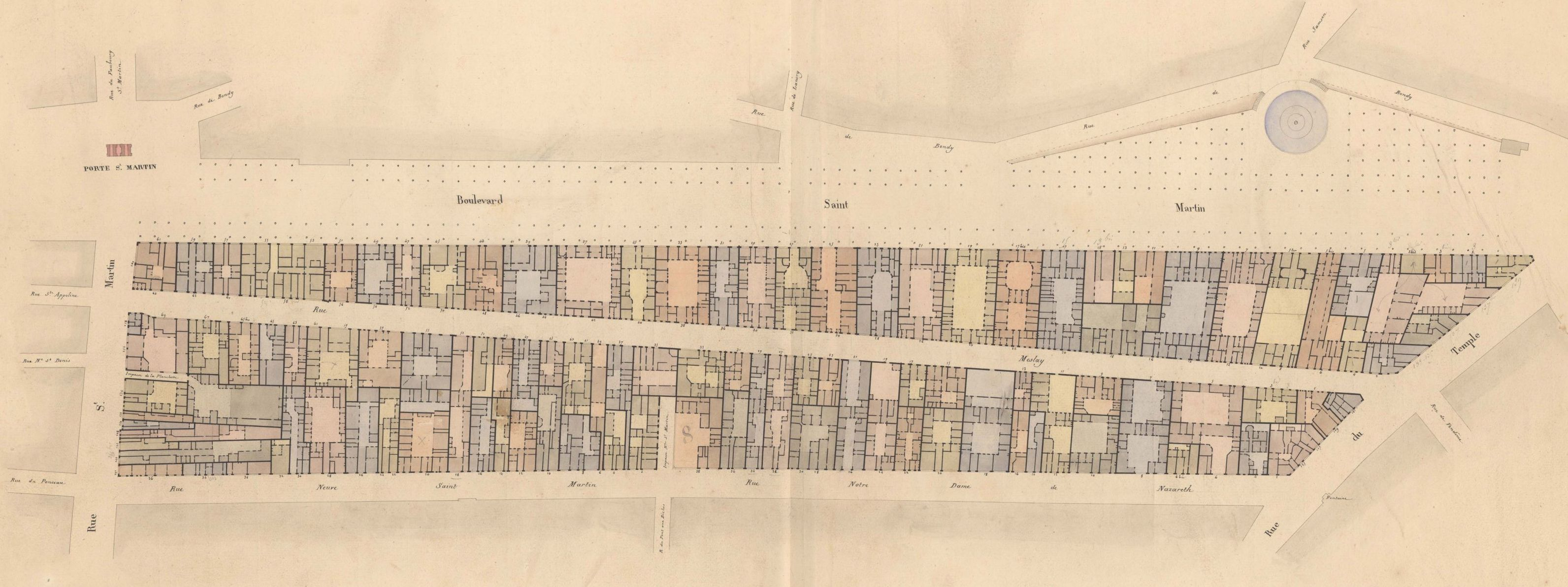
L'impasse sur le cadastre du début du XIXe siècle.
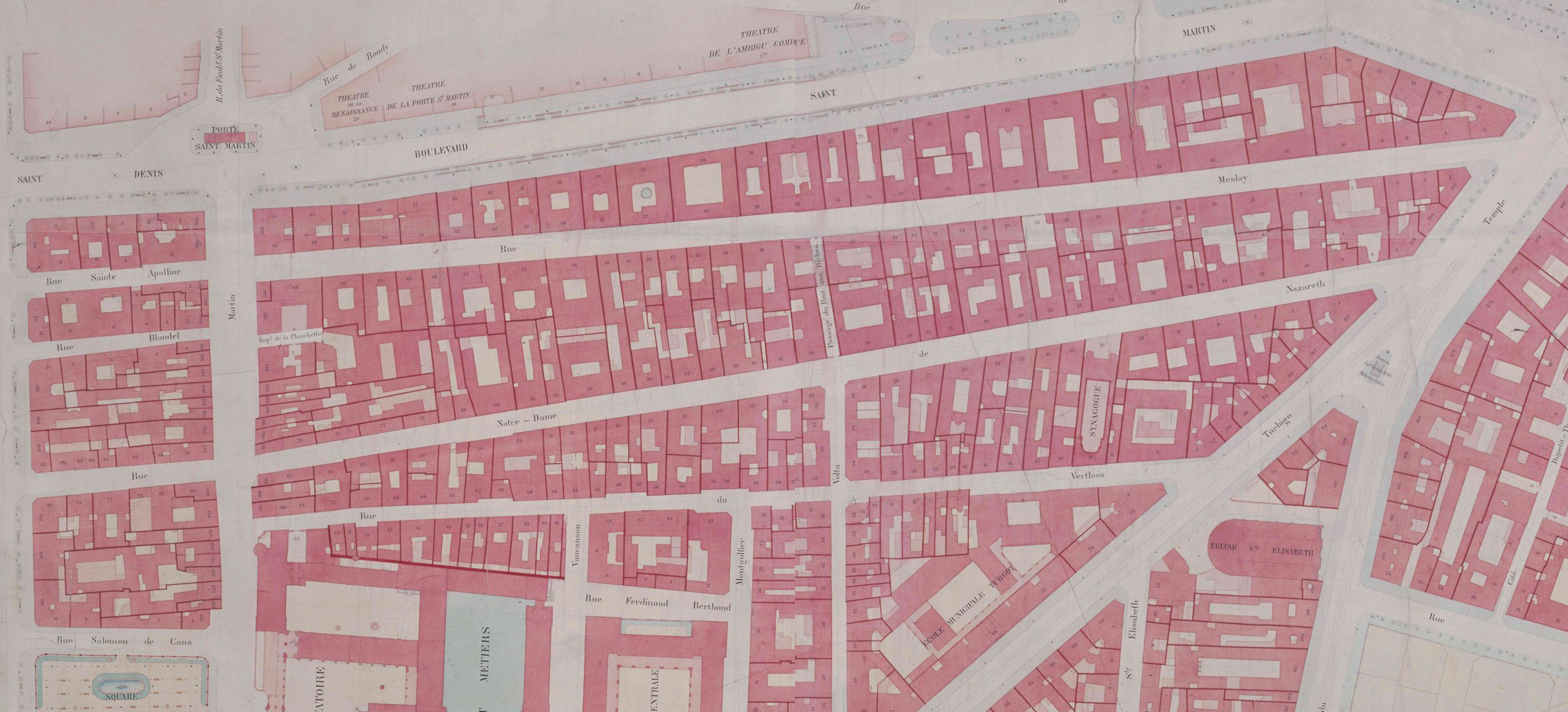
Le passage sur le cadastre de la fin du XIXe siècle.